# VinFast VF 9
De VinFast VF E36 is een volledig elektrisch aangedreven SUV, ontwikkeld door VinFast en in productie sinds 2021. De VF E36 is een slag groter dan de VF E35.